# Metro w Suzhou
Metro w Suzhou – system kolei podziemnej (苏州轨道交通) w Suzhou. System został otwarty w 2012 roku. W grudniu 2019 roku, cztery linie metra miały łączną długość 166 km, dziennie zaś korzystało z nich średnio 1,1 mln pasażerów.

## Historia

### Początki
Budowę pierwszej linii metra w Suzhou rozpoczęto pod koniec 2007 roku. W 2010 roku ukończono podwodny dwunitkowy tunel pod jeziorem Jinji, o łącznej długości 3,65 km pomiędzy stacjami Dongfangzhimen a Wenhuabolanzhongxin. Uroczyste otwarcie pierwszej linii liczącej 24 stacje, odbyło się w dniu 28 kwietnia 2012 roku. Budowa drugiej linii metra została podzielona na dwa etapy: pierwszą część liczącą 22 stacji oddano do użytku 28 grudnia 2013 roku, zaś pozostałe 13 stacji pod koniec września 2016 roku.  15 kwietnia 2016 roku otwarto najdłuższą 4 linię metra o długości trasy około 53 km. Pod koniec 2019 roku po pięciu latach budowy ukończono linię nr 3.  

### Dalszy rozwój
W długoterminowych planach system metra w Suzhou ma liczyć 15 linii metra o długości 768 km. W trakcie budowy są linie nr 7 i 8.  W 2021 roku ma być oddana do użytku linia nr 5, która ma korzystać z automatycznych pociągów.  Ponadto trwają prace nad linią nr 6, której fragment ma przebiegać przez podwodny tunel pod jeziorem o długości prawie 3 km. W 2023 roku ma być oddana do użytku linia S1, która ma połączyć systemy metra w Suzhou i Szanghaju tj. odpowiednio linię nr 3 z linią nr 11.  

## Linie
W lutym 2020 roku metro w Suzhou liczyło 4 linie, ponadto trwały prace nad budową kolejnych nowych linii oznaczonych numerami 5, 6, 7, 8 i S1.  

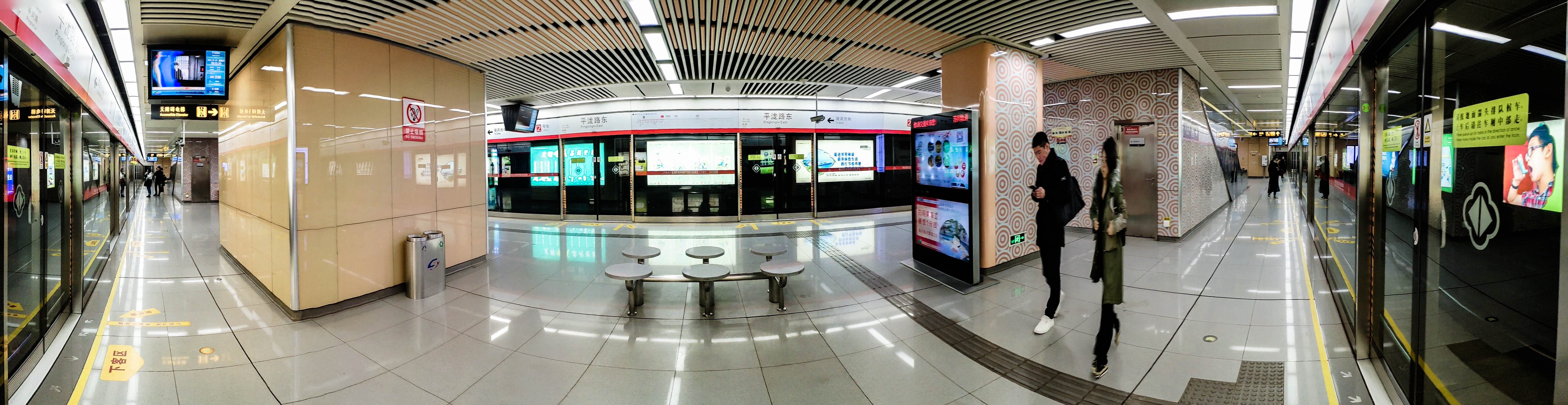
Stacja Pinglonglu East (linia 2)

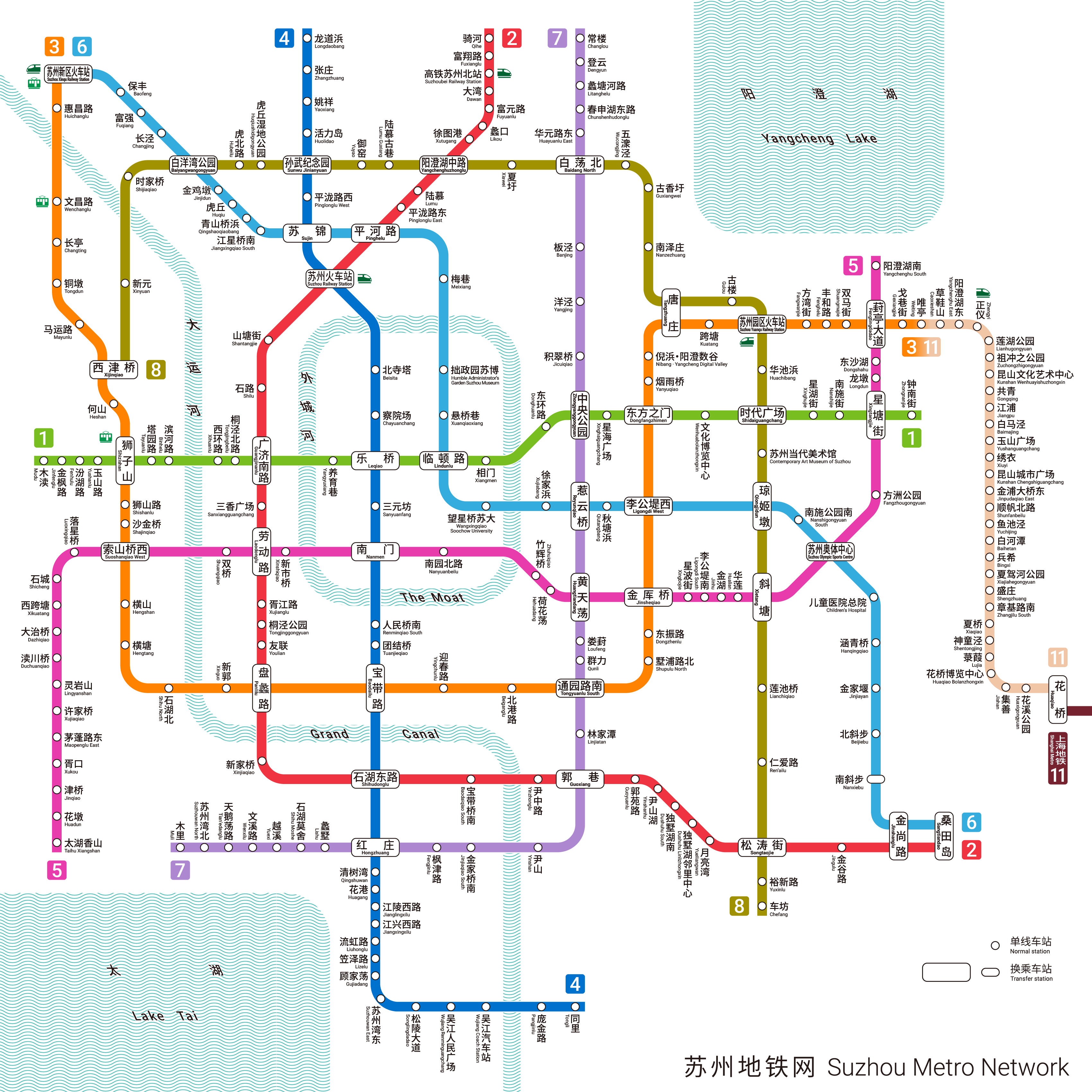
Mapa metra (stan na dzień 24.6.2023 r.)

| Linia | Stacje końcowe (dzielnice)           | Stacje końcowe (dzielnice)       | Data otwarcia | Ostatnia rozbudowa | Długość km | Stacje | Możliwości przesiadki |
| ----- | ------------------------------------ | -------------------------------- | ------------- | ------------------ | ---------- | ------ | --------------------- |
| 1     | Mudu (Wuzhong)                       | Zhongnan Jie (Gusu)              | 2012          | -                  | 26         | 24     | 2 3 4                 |
| 2     | Qihe (Xiangcheng)                    | Sangtiandao (Gusu)               | 2013          | 2016               | 42         | 35     | 1 3 4                 |
| 3     | Suzhou Xinqu Railway Station (Huqiu) | Weiting (Suzhou Industrial Park) | 2019          | -                  | 45         | 37     | 1 2 4                 |
| 4     | Longdaobang (Xiangcheng)             | Tongli (Wujiang) Muli (Wuzhong)  | 2017          | -                  | 53         | 38     | 1 2 3                 |
| Razem | Razem                                | Razem                            | Razem         | Razem              | 166        | 134    |                       |